# Courant norvégien

le courant nord atlantique (rouge) et le courant norvégien (orange)

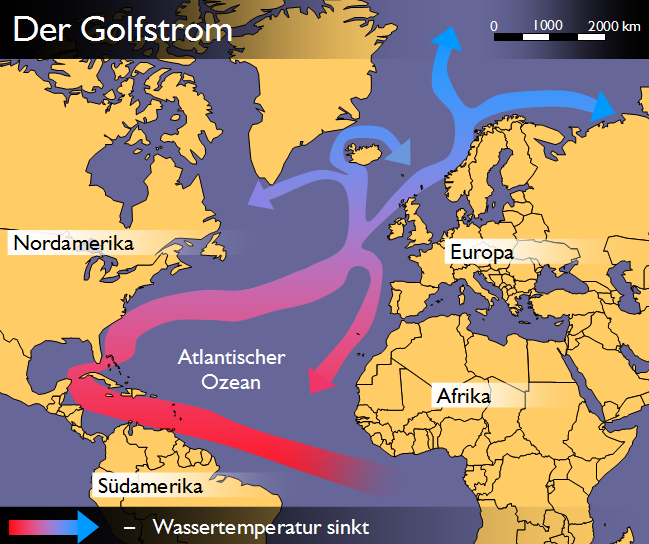
Le courant de Norvège est le prolongement nord-est du Gulf Stream.

Le courant norvégien est un courant marin de la mer de Norvège, branchement de la Dérive nord atlantique, situé entre 50 et 100 mètres dans l'océan Arctique.
Sa température est plus froide et la salinité plus faible que le Gulf Stream, à cause des échanges avec la mer de Barents et de l'eau de la fonte des fjords de Norvège. Cependant, avec une température moyenne oscillant entre 2 et 5 °C en hiver, il reste plus chaud que la température de l'océan. 
Il apporte une certaine douceur sur les côtes nord de la Scandinavie.